# Kurtatsch an der Weinstraße
Kurtatsch an der Weinstraße (wł. Cortaccia sulla Strada del Vino) – miejscowość i gmina we Włoszech, w regionie Trydent-Górna Adyga, w prowincji Bolzano.
Liczba mieszkańców gminy wynosiła 2245 (dane z roku 2009). Język niemiecki jest językiem ojczystym dla 96,21%, włoski dla 3,44%, a ladyński dla 0,35% mieszkańców (2001).